# Пеке Фернандес
Жера́р Ферна́ндес Кастелья́но (ісп. Gerard Fernández Castellano), також відомий просто як Пе́ке (ісп. Peque; нар. 4 жовтня 2002, Оспіталет) — іспанський футболіст, нападник клубу «Севілья».

## Клубна кар'єра
2011 року почав займатися футболом в системі «Корнельї». 2014 року приєднався до академії «Барселони», але через два роки знову повернувся до «Корнельї».
У віці 16 років дебютував в основному складі «Корнельї» в матчі Копи Федерасьйон, а згодом у Сегунді Дивізіону Б. 5 вересня 2019 року повернувся до структури «Барселони», уклавши трирічний контракт з опцією продовження ще на два сезони. 9 лютого 2020 року дебютував за резервну команду клубу в матчі проти дублерів «Вільярреала», також відзначившись забитим м'ячем.
7 липня 2022 року підписав двохрічний контракт з «Расінгом» (Сантандер), що за підсумками попереднього сезону підвищився до Сегунди. 20 серпня в матчі проти «Гранади» дебютував за новий клуб. 15 квітня 2023 року в поєдинку проти «Сарагоси» забив свій перший гол за «Расінг», реалізувавши пенальті. Наступного сезону 2023–24 забив 18 голів за «Расінг», ставши найкращим бомбардиром клубу, а також другим серед усіх гравців чемпіонату.
10 липня 2024 року перейшов у клуб Ла-Ліги «Севілья», підписавши чотирирічний контракт. Сума трансферу становила близько 4 млн євро. 16 серпня дебютував за нову команду в матчі Ла-Ліги проти «Лас-Пальмаса», вийшовши на заміну Ісааку Ромеро.

## Кар'єра в збірній
Виступав за збірну Іспанії до 18 років. В жовтні 2024 року вперше викликаний в збірну Іспанії до 21 року для участі в матчах кваліфікації до молодіжного чемпіонату Європи 2025 проти збірних Казахстану та Мальти. 10 жовтня в поєдинку з Казахстаном дебютував за молодіжну збірну.

## Статистика виступів
Станом на 11 квітня 2025
| Клуб               | Сезон             | Чемпіонат           | Чемпіонат | Чемпіонат | Кубок | Кубок | Єврокубки | Єврокубки | Інші  | Інші | Всього | Всього |
| Клуб               | Сезон             | Дивізіон            | Матчі     | Голи      | Матчі | Голи  | Матчі     | Голи      | Матчі | Голи | Матчі  | Голи   |
| ------------------ | ----------------- | ------------------- | --------- | --------- | ----- | ----- | --------- | --------- | ----- | ---- | ------ | ------ |
| Корнелья           | 2018–19           | Сегунда Дивізіон Б  | 1         | 0         | —     | —     | —         | —         | —     | —    | 1      | 0      |
| Корнелья           | 2019–20           | Сегунда Дивізіон Б  | 1         | 0         | —     | —     | —         | —         | —     | —    | 1      | 0      |
| Корнелья           | Всього            | Всього              | 2         | 0         | 0     | 0     | 0         | 0         | 0     | 0    | 2      | 0      |
| Барселона Б        | 2019–20           | Сегунда Дивізіон Б  | 6         | 1         | —     | —     | —         | —         | —     | —    | 6      | 1      |
| Барселона Б        | 2020–21           | Сегунда Дивізіон Б  | 19        | 3         | —     | —     | —         | —         | —     | —    | 19     | 3      |
| Барселона Б        | 2021–22           | Прімера Федерасьйон | 19        | 3         | —     | —     | —         | —         | —     | —    | 19     | 3      |
| Барселона Б        | Всього            | Всього              | 44        | 7         | 0     | 0     | 0         | 0         | 0     | 0    | 44     | 7      |
| Расінг (Сантандер) | 2022–23           | Сегунда Дивізіон    | 23        | 1         | 1     | 0     | —         | —         | —     | —    | 24     | 1      |
| Расінг (Сантандер) | 2023–24           | Сегунда Дивізіон    | 40        | 18        | 1     | 1     | —         | —         | —     | —    | 42     | 19     |
| Расінг (Сантандер) | Всього            | Всього              | 63        | 19        | 2     | 1     | 0         | 0         | 0     | 0    | 65     | 20     |
| Севілья            | 2024–25           | Ла-Ліга             | 20        | 0         | 3     | 0     | 0         | 0         | —     | —    | 23     | 0      |
| Всього за кар'єру  | Всього за кар'єру | Всього за кар'єру   | 129       | 26        | 5     | 1     | 0         | 0         | 0     | 0    | 134    | 27     |